# Gabriel Constantino
Gabriel Oliveira Constantino (Rio de Janeiro, 9 febbraio 1995) è un ostacolista e velocista brasiliano.

## Record nazionali
Seniores
- 110 metri ostacoli: 13"18 ( Székesfehérvár, 9 luglio 2019)

## Palmarès
| Anno | Manifestazione                 | Sede           | Evento         | Risultato        | Prestazione | Note |
| ---- | ------------------------------ | -------------- | -------------- | ---------------- | ----------- | ---- |
| 2012 | Sudamericani U18               | Mendoza        | Salto in lungo | Oro              | 7,35 m      |      |
| 2014 | Mondiali U20                   | Eugene         | 200 m piani    | Batteria         | 21"37       |      |
| 2014 | Mondiali U20                   | Eugene         | 110 m hs       | Semifinale       | 13"93       |      |
| 2016 | Campionati ibero-americani     | Rio de Janeiro | 100 m hs       | 5º               | 13"76       |      |
| 2016 | Campionati sudamericani U23    | Lima           | 200 m piani    | Bronzo           | 21"42       |      |
| 2016 | Campionati sudamericani U23    | Lima           | 110 m hs       | Oro              | 14"10       |      |
| 2016 | Campionati sudamericani U23    | Lima           | 4×100 m        | Oro              | 39"86       |      |
| 2017 | Universiadi                    | Taipei         | 100 m piani    | Quarti di finale | 10"74       |      |
| 2017 | Universiadi                    | Taipei         | 110 m hs       | Finale           | dq          |      |
| 2017 | Universiadi                    | Taipei         | 4×100 m        | Batteria         | 39"80       |      |
| 2018 | Mondiali indoor                | Birmingham     | 60 m hs        | 6º               | 7"71        |      |
| 2018 | Campionati ibero-americani     | Trujillo       | 110 m hs       | Oro              | 13"61       |      |
| 2018 | Campionati ibero-americani     | Trujillo       | 4×100 m        | Oro              | 38"78       |      |
| 2019 | Campionati sudamericani        | Lima           | 110 m hs       | Oro              | 13"54       |      |
| 2019 | Campionati sudamericani        | Lima           | 4×100 m        | Argento          | 39"91       |      |
| 2019 | Universiadi                    | Napoli         | 110 m hs       | Oro              | 13"22       |      |
| 2019 | Universiadi                    | Napoli         | 4×100 m        | 7º               | 1'23"05     |      |
| 2019 | Giochi panamericani            | Lima           | 110 m hs       | Finale           | dnf         |      |
| 2019 | Mondiali                       | Doha           | 110 m hs       | Batteria         | dq          |      |
| 2020 | Campionati sudamericani indoor | Cochabamba     | 60 m hs        | Oro              | 7"78        |      |
| 2021 | Giochi olimpici                | Tokyo          | 110 m hs       | Semifinale       | 13"89       |      |
| 2022 | Mondiali indoor                | Belgrado       | 60 m hs        | Batteria         | 7"74        |      |
| 2022 | Mondiali                       | Eugene         | 110 m hs       | Batteria         | dq          |      |
| 2022 | Giochi sudamericani            | Asunción       | 110 m hs       | Bronzo           | 14"00       |      |
| 2023 | Mondiali                       | Budapest       | 110 m hs       | Batteria         | 13"58       |      |